# Забастовка учителей в Литве (2018)
Забастовка учителей в Литве — забастовка преподавателей, начавшаяся в Литве 12 ноября 2018 года из-за низких зарплат и продолжающиеся до 21 декабря того же года.

## Предыстория
Забастовка учителей была организована профсоюзом работников системы образования Литвы 12 ноября после принятия новой штатной системы расчёта заработной платы. Этот закон вступил в силу 1 сентября, предполагалось структурировать зарплату. Согласно новой системе, зарплата учителей состоит из трёх частей: контактные часы работы (проведение уроков), бесконтактное время (подготовка к урокам) и проектная/общественная деятельность. Новая заработная плата вводилась в два этапа: 1 сентября 2018 и 2019 годов, на что было необходимо выделение 95 миллионов евро из бюджета. По официальным данным, за время действия новой системы оплаты труда учителей, их зарплаты выросли в среднем выросли на 14%. Согласно опросу у 70% респондентов зарплаты увеличились, у 20% серьезно сократились, 10% изменений не ощутили.
Педагоги, поддержавшие забастовку, считали, что власти неправильно рассчитали сумму на повышение зарплат и требовали привлечь ещё около 300 тысяч евро. В Министерстве образования Литвы заявили, что столько денег государство не имеет, профсоюз уступил: на пресс-конференции недовольные учителя сообщили, что сумма в 300 тысяч — максимальная, реальная необходимость в финансах ниже и для точных расчётов необходимо привлечение экспертов и экономистов.
Большинство профсоюзов учителей поддержало реформу, против выступили только Профсоюз работников системы образования Литвы во главе с Андрюсом Навицкасом и ещё несколько профсоюзов, присоединившихся впоследствии.

## Ход забастовки
В первый вечер забастовки учителей их пришли поддержать два кандидата в президенты: Ингрида Шимоните и Аушра Мальдейкене. По данным средств массовой информации, они пытались подбодрить учителей и советовали им писать членам сейма.
14 ноября к забастовке присоединилось 10 школ, по заявлению лидера профсоюза Андрюса Навицкаса, столько же должны были присоединиться на следующий день и ещё 9 школ 16 ноября.

Сегодня к бессрочной забастовке присоединились 10 школ, в четверг присоединятся еще 10, в пятницу — 9. До тех пор, пока министерство образования не приступит к решению проблем, число школ бастующих может увеличиться.
— Андрюс Навицкас
С 28 ноября бастующие учителя начали ночевать в здании министерства образования и науки Литвы от 15 до 30 человек, ожидая выхода на контакт с ними со стороны правительства. К ним приходили помощники премьер-министра  Саулюса Сквернялиса, министр Юргита Петраускене и президент страны Даля Грибаускайте, однако диалог не получился. Учителя заявляли, что политики их не слышат, те же в свою очередь сообщили, что учителя не готовы договариваться.
В начале декабря министр образования и науки Юргита Петраускене покинула свой пост по решению премьер-министра, после резкой критики в её адрес со стороны президента. На её место был назначен глава Минтранса Рокас Масюлис, который известен как антикризисный менеджер.
По состоянию на 7 декабря в забастовке участвовало 3% школ (~70 школ из 2000), к 15 декабря их число выросло до 15%. Во время протестов вместо обучения учащиеся смотрели фильмы, бастовали тысячи человек.
9 декабря была проведена массовая акция протеста, в ходе которой недовольные выстроились в живую цепь от здания литовского парламента (Сейма) до здания министерства образования. Длина цепи превысила 2,5 километра.
19 декабря учителя покинули здание министерства образования и науки страны, несмотря на то, что за несколько дней до этого они заявляли, что останутся в здании пока их требования не будут удовлетворены. Андрюс Навицкас заявил, что с министерством идёт диалог и что часть проблем уже решена, но также остаётся много нерешённых вопросов. В тот же день представители профсоюза работников системы образования Литвы заявили, что забастовка завершиться 21 декабря.

## Итоги
В результате протестов правительство пошло на уступки, учителя добились более прозрачной оплаты труда и заключения соглашения между педагогами и правительством.

## Реакция
Глава Союза зеленых и крестьян Рамунас Карбаускис заявил, что считает забастовку делом рук оппозиции.
Бывший министр образования и науки Литвы прокомментировал выход учителей из здания министерства:

Хорошо. Помоются, так как протухли. И не будут вонять. Отдохнут до следующей забастовки из-за чего-нибудь.
— Дайнюс Павалкис в Facebook

## См.также
- Президентские выборы в Литве (2019)